# Moyoco Anno
Moyoco Anno (jap. 安野 モヨコ Anno Moyoko; ur. 26 marca 1971) – japońska mangaka i publicystka pisująca o modzie. Chociaż jej pierwsze mangi należały do gatunku josei, jej obecna seria Słodkie, słodkie czary jest skierowana do uczennic szkół podstawowych.

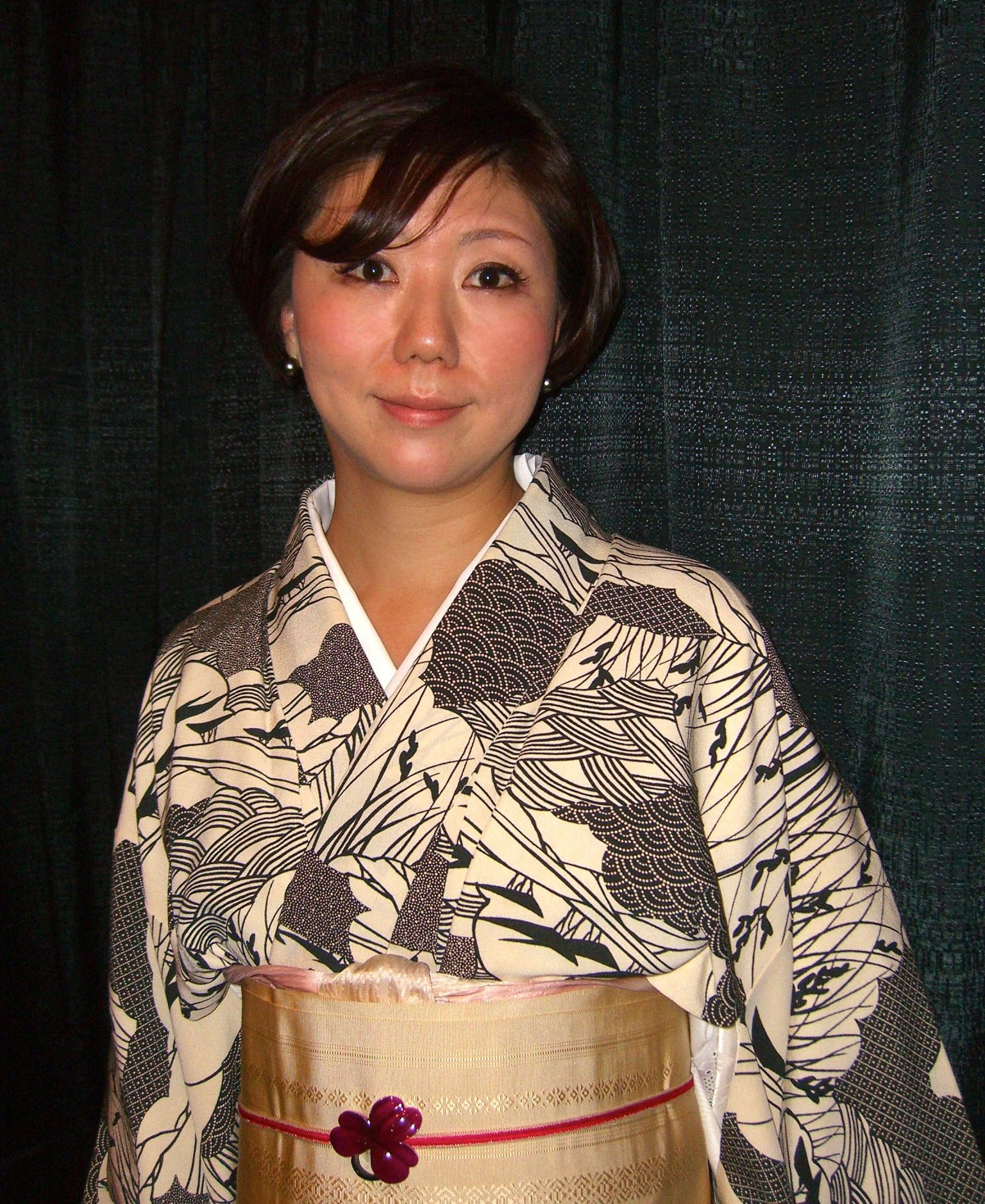
Moyoco Anno na Comic Con w Nowym Jorku w 2012 roku

Jest żoną znanego reżysera Hideakiego Anno.

## Mangi
- Flowers & Bees
- Happy Mania
- Hataraki Man
- Sakuran
- Słodkie, słodkie czary
- Jelly Beans (manga)
- Love Master X
- Angelic House
- In The Clothes Named Fat
- Baby G
- Tundra Blue Ice
- Chō Kanden Shōjo Mona
- Kantoku Fuyuki Todoki
- Moonlight Himejion